# Anchieta (Porto Alegre)
Anchieta é um bairro da zona norte da cidade brasileira de Porto Alegre, capital do estado do Rio Grande do Sul. Está localizado na divisa com a cidade de Canoas. O bairro faz parte da região de planejamento Humaitá-Navegantes. Em 2019 o bairro contava com: 2.024 habitantes, distribuídos por seus 917,5 hectáres, com uma densidade populacional de 220,59 hab./km². A taxa de analfabetismo do bairro era de 5,09%, acentuadamente maior que o índice geral de Porto Alegre que era de 3,86%. A renda média era de 1,49 salários mínimos por domicílio. O seu Índice de Desenvolvimento Humano Municipal é de 0,699, bem inferior em comparação o índice de 0,805 da cidade.

## Histórico
Sua denominação, segundo o cronista Ary Veiga Sanhudo, é em referência ao Padre Anchieta, fundador do Colégio São Paulo, na região que, mais tarde, constituiu o núcleo inicial da capital paulista.
A primeira moradora do bairro foi a senhora Carolina Krüger Hocevar (mãe de Adolfo Hocevar Filho), que no início da década de 1960 manteve uma pequena pensão  para trabalhadores, localizada na rua Jaime Vignoli. Seria uma justa homenagem a esta senhora pioneira, que uma das ruas do bairro tivesse o seu nome.
Na década de 1970, o bairro era considerado um lugar novo, em formação na cidade.
Com a modificação dos seus limites através da Lei 12.112/16, o Aeroporto Salgado Filho passou a fazer parte do bairro.

## Características atuais
Criado primeiramente para ser um bairro residencial, atualmente o Anchieta está tomado por empresas e galpões de distribuidoras, existindo poucos moradores. Neste bairro está instalada, desde 1973, as Centrais de Abastecimento do Rio Grande do Sul (CEASA), abertas de segunda-feira à sexta-feira.
Possui uma linha de ônibus circular, que tem seu fim de linha no Terminal de Ônibus Rui Barbosa, no Centro da cidade. Também há uma escola de ensino fundamental e uma república de estudantes japoneses.
Atualmente há no bairro um polo cervejeiro já com 9 cervejarias artesanais.

## Limites atuais
Ponto inicial e final: encontro da Rua Dona Margarida com a Rua Augusto Severo; desse ponto segue pela Rua Augusto Severo até o seu final, no ponto de coordenadas E: 281.999; N: 1.680.148; desse ponto segue por uma sequencia de linhas retas e imaginárias o limite oeste da propriedade do Aeroporto Salgado Filho até a Avenida Zaida Jarros, ponto de coordenadas E: 281.847; N: 1.680.472, por essa e sua projeção até a ponte sobre o Rio Gravataí, ponto de coordenadas E: 282.972; N: 1.683.453; segue pela orla desse rio até o ponto de coordenadas E: 285.015; N: 1.683.453; desse ponto segue por uma linha reta e imaginária até a Avenida Dique, ponto de coordenadas E: 284.974; N: 1.682.983; por essa até a Rua Taim, por essa até a Rua Ouro Preto, por essa até o limite sul da propriedade do Aeroporto Salgado Filho, ponto de coordenadas E: 285.004; N: 1.680.406; segue o limite dessa propriedade até a Avenida Sertório, ponto de coordenadas E: 283.416; N: 1.679.543, por essa até a Rua Dona Margarida, por essa até a Rua Augusto Severo, ponto inicial.